# Okotoks
Okotoks es un pueblo canadiense, situado a lo largo del río Sheep, en la provincia de Alberta. Okotoks se encuentra unos 18 km al sur de Calgary, de la que se ha convertido en una popular ciudad dormitorio. Según el censo de 2006, la población de la localidad se ha incrementado en un 46 %.
El pueblo celebró su centenario en 2004.

## Historia

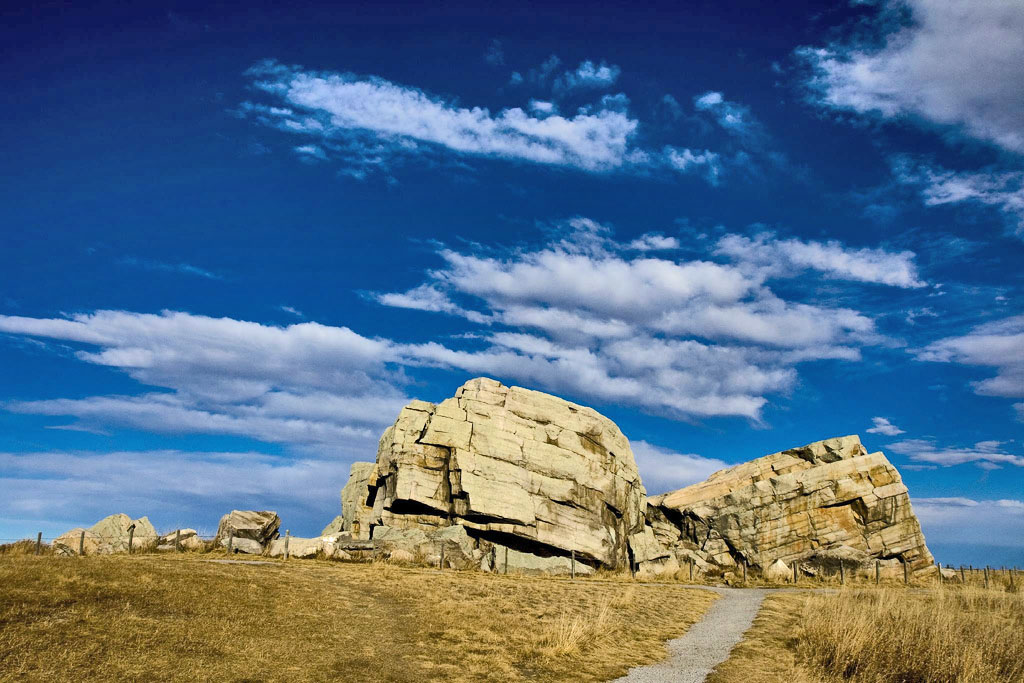
El bloque errático Big Rock

El nombre del pueblo deriva de "ohkotok", la palabra para "roca" de la nación originaria de Canadá de los pies negros, pero también es a menudo conocido simplemente como "Rock City". La roca a la que se refiere es el bloque errático conocido más grande del mundo, que se encuentra a unos 8 km al oeste de la ciudad.
Antes de la colonización europea, las Primeras Naciones utilizaban la roca en sus viajes como un marcador para encontrar el cruce del río situado en Okotoks. Las tribus eran nómadas y, a menudo llevaban grandes manadas de búfalos para su sustento. David Thompson exploró el área desde el año 1800. Pronto surgieron los puestos de comercio, entre ellos uno creado en 1874 en el río Sheep que cruza el Okotoks actual. Este cruce se encontraba en una ruta comercial llamada el Macleod Trail, que llevaba desde Fort Benton (Montana) a Calgary.
En 1879, tuvo lugar aquí la matanza del último búfalo. El arrendamiento del Gobierno de las tierras por un centavo por acre (2.47 $/km ²) se inició en 1880.
Una comunidad creció alrededor de un aserradero que fue establecido en 1891, y crecería en tamaño. La última diligencia se detuvo en Okotoks en 1891 cuando el servicio ferroviario entre Calgary y Fort Macleod sustituyó al viaje a caballo. Para 1897 el nombre de la comunidad había cambiado tres veces: de Sheep Creek a Dewdney y de éste a Okotoks, asignado por la Canadian Pacific Railway. La línea de ferrocarril sigue siendo una línea principal hacia el sur hasta la frontera con EE. UU., pero el último de los servicios a pasajeros terminó en 1971.
Okotoks, como gran parte del sur de Alberta, sufrió importantes inundaciones en junio de 2005. Prácticamente todas las tierras adyacentes al río Sheep, incluyendo el distrito central de negocios, fueron al menos brevemente inundados, con los daños más graves infligidos a los caminos de ribera, parques y zonas de acampada. Antes de esto, la última gran inundación de Okotoks y sus alrededores se produjo en 1995.
En 2007, se estableció en Okotoks la empresa energética Drake Landing Solar Community.